# محمد حمود (لاعب كرة قدم مواليد 1980)
محمد حمود هو لاعب كرة قدم لبناني، ولد في 20 أبريل 1980 في بيروت في لبنان.